# تارنی وایت
تارنی وایت (به انگلیسی: Tarnee White) (زادهٔ ۱۷ اکتبر ۱۹۸۱) شناگر اهل استرالیا است.